# Tončka Durjava
Tončka Durjava (Rudolf; partizansko ime Vida), slovenska politična delavka, * 28. december 1919, Bled, † 2003.

## Življenje in delo
Po končanem učiteljišču je od 1940 učila v Medžimurju, od koder pa so jo novembra 1941 izgnali. Nato je kot aktivistka Osvobodilne fronte delala v Ljubljani. Članica Komunistične partije Slovenije je postala 1942. Iz okupatorskih zaporov je marca 1944 odšla v partizane. Delala je na okrožnem komiteju KPS v Stični, bila upravnica srednje partijske šole na Štajerskem, nato pri OZNI in ministrstvu za notranje zadeva Slovenije. Za delovanje v narodnoosvobodilni borbi je prejela spomenico 1941.